# ギョルギョン
ギョルギョンまたはチュ・ギョルギョン（朝: 주결경、英: Joo Kyulkyung、1998年12月16日 - ）は、中国出身の歌手、女優。韓国の女性アイドルグループI.O.I、及びPRISTINの元メンバーである。本名はチョウ・チェーチョン（中: 周潔瓊、周洁琼、英: Zhōu Jiéqióng）。PLEDISエンターテインメント所属。

## 来歴
1998年12月16日、中国の浙江省台州市天台県に生まれる。
進学のため上海に移り住むと、小学4年生のときに上海音楽学院付属小学校に編入し、上海音楽学院付属中等学校琵琶科に進学する。琵琶の腕前については、実際に中国のステージや韓国のテレビ番組などで披露している
。2017年2月7日、ソウル公演芸術高等学校放送演芸科を卒業した。

### K-POPアイドルとして
2016年1月22日から4月1日にかけて韓国の音楽専門チャンネルMnetで放送されたガールズグループオーディション番組『PRODUCE 101』に参加。最終順位6位でデビューメンバーに選出されると、同年5月4日、11人組期間限定女性アイドルグループ「I.O.I」のメンバーとしてデビューし、翌年1月31日の解散まで活動した。
その後、同年3月21日に10人組女性アイドルグループ「PRISTIN」のメンバーとして再デビュー。
2018年1月19日から4月6日まで、中国のガールズグループオーディション番組『偶像練習生』にダンストレーナーとして出演。
同年5月28日、PRISTINの5人組サブユニット「PRISTIN V」を結成し、9月6日にはシングル「WHY」をリリースしてソロデビューを果たした。
2019年5月24日、PRISTINの解散をもって、K-POPアイドルとしての活動を終了したが、「PLEDISエンターテインメント」には引き続き所属することが発表された。

### 華流女優として
2020年2月14日、中国のウェブドラマ『大唐女法医〜Love＆Truth〜』で女優デビュー作にして、主演の冉顔役を演じる。なお、この作品以外にも中国でCMやバラエティ番組などに出演していたところ、2月19日、PLEDISエンターテインメントより、無断で中国で芸能活動をしていたとして専属契約効力確認の訴えを提起されている。
同年12月15日、中国のテレビドラマ『有翡 -Legend of Love-』に李妍役で出演し、テレビドラマデビュー。
2021年6月11日、韓国映画『サニー 永遠の仲間たち』の中国版リメイク作品である『阳光姐妹淘 Sunny Sisters』に李幽然役で出演し、スクリーンデビュー。

## 人物
身長166cm、体重48kg、血液型はO型。琵琶やギターなど、楽器の演奏が得意である。

## 議論
中国人民解放軍の朝鮮戦争参戦70周年となった2020年10月23日、ウェイボーに「歴史を記憶し平和を大事に考え、英雄に敬意を示す」「英雄は永遠に忘れられない」という主旨の書き込みを行ったことが韓国で波紋を呼んだ。なお、北朝鮮と中国以外の世界の学界では、朝鮮戦争は北朝鮮と中国による韓国への侵略ということで定説となっている。
2020年10月24日、青瓦台に「中国の韓国戦争歴史歪曲に同調する中国人芸能人の韓国活動制裁を要請します」という国民請願が上げられ、「韓国でデビューし世界的に認知度を積んだ中国人芸能人がウェイボーを通じて中国の韓国戦争歴史歪曲を先に立って扇動している。f(x)のビクトリア、EXOのレイ、PRISTINのギョルギョン、宇宙少女のソンソなど、韓国エンタメ所属でお金と名誉を得た彼らが破廉恥な中国の歴史歪曲に同調した後に厚かましく韓国での活動をできないように、追放が難しいならば韓国活動に強力な制裁をかけるよう望む」と要求した。
2020年10月28日、保守系メディアの朝鮮日報は「“抗米援朝”を忘れるなという中国出身アイドル、韓国で活動するなら歴史をより勉強してほしい」という記事で、「彼らの政府（中国政府）がスターリンや金日成と組んでその“英雄”たちを朝鮮半島に送り、武力で地球上から抹殺しようとした国こそ、いま彼らが芸能活動で金儲けをしている国ではないのか？」と批判した。

## 作品

### シングル
- WHY（2018年9月6日）

### OST
- Leave It to Brother（嘀！男友卡、2018年）
- 為你寫詩（為你寫詩、2018年10月25日） - 汪蘇瀧とのデュエット
- Hi! Housemate（Hi!ハウスメイト、2018年）
- 看你看我（喜歓你，我也是、2019年） - 王子異とのデュエット
- 小窃喜（大唐女法医～Love＆Truth～、2020年）
- 天籁（大唐女法医～Love＆Truth～、2020年）
- 再次和我起舞吧（阳光姐妹淘 Sunny Sisters、2021年）
- VVS（爆裂舞台、2021年）

## 出演

### 映画
- 阳光姐妹淘 Sunny Sisters（中国、2021年6月11日） - 李幽然 役[9]

### ドラマ
- 大唐女法医〜Love＆Truth〜（中国・Youku、2020年2月14日） - 主演・冉顔 役[7]
- 有翡 -Legend of Love-（中国・Hunan TV、2020年12月15日 - 2021年2月3日） - 李妍 役
- 約定之向往（中国・iQIYI、2021年） - 主演・李曉榮 役
- Be My Princess ～太傅のプリンセス～（中国・iQIYI、2021年） - 主演・明薇 役[14]

### テレビ番組
- PRODUCE 101（韓国・Mnet、2016年1月22日 - 4月1日） - 参加者
- M COUNTDOWN（韓国・Mnet、2017年4月20日） - MC
- オッパ！プロダクション（韓国・MBC、2017年） - インターン
- 疯狂衣橱（中国・JSBC、2017年）
- 偶像練習生（中国・iQIYI、2018年1月19日 - 4月6日） - ダンストレーナー
- Hi!ハウスメイト（中国・iQIYI、2018年）
- 喜歓你，我也是（中国・iQIYI、2019年）
- 蒙面舞王（中国・JSBC、2020年） - 参加者
- 爆裂舞台（中国・iQIYI、2020年） - 参加者

### ミュージックビデオ
- 만세 (MANSAE) / SEVENTEEN（2015年9月10日）